# Malezja na Mistrzostwach Świata w Lekkoatletyce 2015
Malezja na Mistrzostwach Świata w Lekkoatletyce 2015 – reprezentacja Malezji podczas Mistrzostw Świata w Pekinie liczyła 1 zawodnika, który nie zdobył medalu.

## Występy reprezentantów Malezji
| Konkurencja       | Zawodnik           | Eliminacje | Eliminacje | Finał    | Finał   |
| Konkurencja       | Zawodnik           | Rezultat   | Pozycja    | Rezultat | Pozycja |
| ----------------- | ------------------ | ---------- | ---------- | -------- | ------- |
| Trójskok mężczyzn | Muhd Hakimi Ismail | 15,93 m    | 27.        | NQ       | NQ      |